# مارينو باسو
مارينو باسو (بالإيطالية: Marino Basso)‏ مواليد 1 يونيو 1945 في إيطاليا، هو دراج إيطالي سابق في صنف سباق الدراجات على الطريق.

## سجل النتائج

### سباقات أو مراحل فاز بها
- طواف فرنسا
- طواف إسبانيا
- بطولة العالم لسباق الدراجات على الطريق
- طواف إيطاليا

## وصلات خارجية
- الموقع الرسمي

## روابط خارجية
- مارينو باسو على موقع أرشيف الدراجات (الإنجليزية)
- مارينو باسو على موقع إحصائيات الدراجات الإحترافية (الإنجليزية)
- مارينو باسو على موقع CycleBase (الإنجليزية)
- مارينو باسو على موقع CONI honoured athlete website (الإيطالية)